# Stéphanie Thunus
Stéphanie Thunus est une chef belge, qui a remporté une étoile Michelin en 2014 pour son restaurant Au Gré du Vent,, installé à Seneffe en Belgique. Cela fait de Stéphanie Thunus une des rares femmes chef étoilées en Belgique.

## Gault et Millau
- 16/20